# 猪丁型冠状病毒
猪丁型冠状病毒（學名：Porcine coronavirus HKU15、PorCoV、PdCV），又稱冠狀病毒HKU15（Coronavirus HKU15），是丁型冠狀病毒屬的一種病毒，可感染豬，造成痢疾與嘔吐等腸胃症狀，與猪传染性胃肠炎病毒（TGEV）、猪流行性腹泻病毒（PEDV）等冠狀病毒感染的症狀相似。
此病毒與麻雀冠狀病毒HKU17（SpCoV HKU17）和鵪鶉冠狀病毒HKU30（QuaCoV UAE-HKU30）的複製酶保守區域的胺基酸序列相似度高於90%，顯示三種病毒應為同一物種的不同亞種。

## 研究歷史
豬丁型冠狀病毒最早於2012年在香港的一次動物冠狀病毒檢測中在豬的糞便樣本中被發現，當時尚不知其感染所造成的症狀。2014年2月，美國俄亥俄州的一處養豬場爆發豬隻痢疾的疫情，於糞便樣本中又發現了猪丁型冠状病毒，同年此病毒的基因組定序完成。隨後豬丁型冠狀病毒又多次在亞洲與北美洲的豬隻痢疾疫情中被發現。除了感染腸道外，此病毒可能也可感染豬隻的呼吸道。
2021年發表的研究在海地三名發燒的病童樣本中發現了豬丁型冠狀病毒，感染毒株的非結構蛋白nsp15與刺突蛋白皆發生突變。

## 基因組
豬丁型冠狀病毒的基因組約長25400nt，編碼冠狀病毒皆有的複製酶（1a/1b）和刺突蛋白（S）、膜蛋白（M）、外膜蛋白（E）與衣殼蛋白（N）等四種結構蛋白，另外還有兩個開放閱讀框NS6與NS7編碼兩種輔助蛋白，其基因排列順序為1ab-S-E-M-NS6-N-NS7，其中NS7的開放閱讀框位於衣殼蛋白的開放閱讀框之內。